# Jan Affa
Jan Affa (ur. 24 maja 1880 w Gamowie, zm. 12 grudnia 1964 w Raciborzu) – polski architekt, powstaniec śląski

## Życiorys
Jego rodzicami byli Szczepan i Zofia z domu Wilczek. W 1904 założył w Raciborzu przedsiębiorstwo budowlane. Był znany szczególnie z architektury kościelnej. W okresie plebiscytu był polskim przedstawicielem w polsko-niemieckiej komisji parytetowej. Podczas III powstania śląskiego służył w 10 kompanii 4 pułku strzelców raciborskich.
Od 1927 zasiadał w radzie nadzorczej Banku Ludowego w Raciborzu. Działacz Związku Polaków w Niemczech i jego organizator w Raciborzu.. Udzielał się w Towarzystwie Polsko-Górnośląskim, spółce budowlanej Strzecha, „Rolniku”, „Sokole”. W latach 1922–1932 był jedynym polskim członkiem rady miasta Raciborza. W związku ze swoją aktywnością był przez władze niemieckie szykanowany w prowadzeniu swojej działalności gospodarczej. W rezultacie zwrócił się do władz polskich o pozwolenie na zamieszkanie w Polsce. Po zezwoleniu w 1932 osiadł z rodziną w Katowicach. Związał się z Kurią Biskupią, a do 1939 był jednym z szefów budowy katedry katowickiej.
Po II wojnie światowej był członkiem Komitetu Opolskiego, a w czerwcu 1945 znalazł się ponownie w Raciborzu. Był członkiem komisji weryfikacyjnej dla miejscowej ludności oraz kierownikiem Wydziału Wojskowego i Obywatelstwa Urzędu Miejskiego. W 1945 był jednym z założycieli Spółdzielni Spożywców „Społem”. Był także członkiem ZBoWiD. 
Wybudował na Górnym Śląsku kilkanaście kościołów, a także dom misyjny z kaplicą oo. Werbistów w Rybniku (1931–1932), klasztor z kaplicą ss. Boromeuszek w Rybniku (1936–1937), klasztor z kaplicą ss. Elżbietanek w Katowicach (1937–1938), dom misyjny oo. Werbistów w Górnej Grupie k. Świecia w Bydgoskiem (1938–1939) oraz klasztor z kaplicą ss. Najświętszej Maryi Panny w Katowicach (1951–1952). 
Zmarł 12 grudnia 1964 w Raciborzu. 

## Ordery i odznaczenia
- Śląski Krzyż Powstańczy
- Srebrny Krzyż Zasługi (24 kwietnia 1946)[3]
- Krzyż Pro Ecclesia et Pontifice (Stolica Apostolska, 9 grudnia 1964)